# Mustanlantonmaa
Mustanlantonmaa är en ö i Finland. Den ligger i sjön Porttipahdan tekojärvi och i kommunen Sodankylä i den ekonomiska regionen Norra Lappland och landskapet Lappland, i den norra delen av landet, 900 km norr om huvudstaden Helsingfors. Öns area är 25,4 hektar och dess största längd är 0,8 kilometer i nord-sydlig riktning.